# João Saldanha (coreógrafo)
João Viotti Saldanha, mais conhecido como João Saldanha (Rio de Janeiro, 4 de novembro de 1959) é um coreógrafo e bailarino brasileiro, destacado como um dos expoentes da dança contemporânea no país.

## Carreira
João Saldanha estudou dança moderna em Londres, técnicas de Grahan e Limon em Paris e balé no Brasil com Tatiana Leskowa, Aldo Lotufo e Nora Esteves, entre 1977 e 1994. 
Em 1989 fez uma pequena participação na novela Que Rei Sou Eu? da Rede Globo.
Como professor, atuou na Faculdade Angel Vianna, no Rio de Janeiro, na Florida University e na New World School of the Arts, ambas nos Estados Unidos. 
Em 1986 fundou a companhia Ateliê da Coreografia,baseada no Rio de Janeiro, que há 25 anos é dirigida por ele. 
A edição de 2011 do Festival Panorama de Dança homenageou o coreógrafo João Saldanha, apresentando seu cinco espetáculos então mais recentes Pisagem concreta, Núcleos, Qualquer coisa a gente muda e Monocromos. 

### Espetáculos
| Ano  | Espetáculo                     | Obs                                    |
| ---- | ------------------------------ | -------------------------------------- |
| 2006 | Extracorpo                     | produzido pela Bienal de Dança de Lyon |
| 2008 | Paisagem Concreta              |                                        |
| 2009 | Núcleos                        |                                        |
| 2011 | ...Qualquer Coisa a Gente Muda | com Angel Vianna                       |
| 2012 | Aventura entre pássaros        |                                        |

## Vida Pessoal
O coreógrafo é filho do jornalista e ex diretor de futebol do Botafogo e ex-técnico da Seleção Brasileira de Futebol João Saldanha. 

## Prêmios
- Prêmio da Associação Paulista dos Críticos de Arte (APCA) (2012)[7]
- Prêmio Bravo! - Dança (2011)[8]
- Prêmio de Cultura do Estado do Rio de Janeiro (2011) - Indicado
- Prêmio da Associação Paulista dos Críticos de Arte (APCA) (2008)
- Prêmio Klauss Vianna (2006)
- Prêmio Icatu Holding (2005)
- Bolsa Vitae (2004)
- Prêmio de Estímulo a Dança do Governo do Estado do Rio de Janeiro (1998)